# منتخب تونس تحت 20 سنة لكرة السلة للسيدات
منتخب تونس تحت 20 سنة لكرة السلة للسيدات (بالفرنسية: Équipe de Tunisie féminine des moins de 20 ans de basket-ball)‏ هو المنتخب الذي يجمع أفضل اللاعبات التونسيات الأقل من 20 سنة في لعبة كرة السلة. تشرف على المنتخب الجامعة التونسية لكرة السلة.

## روابط خارجية
- الموقع الرسمي للجامعة التونسية لكرة السلة.